# День будівельника
День будівельника — професійне свято працівників будівництва і промисловості будівельних матеріалів України, раніше — професійне свято працівників будівництва СРСР. Відзначається щорічно у другу неділю серпня.

## Історія
6 вересня 1955 року вийшов Указ Президії Верховної Ради СРСР «Про встановлення щорічного свята „Дня будівельника“». Уперше відзначався в СРСР 12 серпня 1956 року.
Свято встановлено в Україні «…на підтримку ініціативи працівників будівництва і промисловості будівельних матеріалів України…» згідно з Указом Президента України «Про День будівельника» від 22 липня 1993 р. № 273/93.